# Josef Daněk (obrozenec)
Josef Daněk (21. března 1819 Květinov – 17. září 1894 Nové Město) byl český pivovarník, statkář a obrozenec.
Narodil se jako nejstarší syn pivovarníka Josefa Daňka (mladší bratr byl inženýr Čeněk Daněk), studoval gymnázium v Hradci Králové a Litomyšli a poté studoval filosofii v Praze, další vysokoškolská studia přerušila nemoc a proto se vrátil do pivovaru v Chlumci (kde byl otec nájemcem), později pokračoval ve studiích fyziky a chemie na univerzitě v Berlíně (svoji práci publikoval roku 1852 Popis pivovárství na spodní kvasnice), po návratu působil postupně jako sládek ve Frýdlantě, Liberci a Banské Bystrici, dále jako nájemcem pivovaru v Ústí nad Labem a konečně v Chlumci. Roku 1861 koupil statek v Novém Městě nad Cidlinou a po opuštění nájmu roku 1868 se do smrti věnoval racionálnímu hospodaření.
Stýkal se také s obrozeneckými kruhy, byl také starostou. Zmiňované je jeho přátelství s rodinou Josefa a Boženy Němcových, se kterými byl v kontaktu jak na Slovensku, tak v Chlumci.